# Paso de Carrasco
Paso de Carrasco, auch als Paso Carrasco geführt, ist eine Stadt in Uruguay.

## Geographie
Sie befindet sich an der äußersten Südwestspitze des Departamento Canelones in dessen Sektor 37. Sie grenzt dabei mit ihrer Südostseite an Barra de Carrasco, im Osten an Parque Carrasco, nördlich an den Flughafen von Montevideo und das gleichnamige Aeropuerto Internacional de Carrasco. Im Südwesten und Westen bildet der Arroyo Carrasco die Grenze zum Nachbardepartamento Montevideo und den dort gelegenen montevideanischen Stadtviertel Carrasco Norte und Carrasco.

## Geschichte
Am 15. Oktober 1963 wurde Paso de Carrasco durch das Ley 13.167 zum Pueblo erklärt.

## Infrastruktur

### Bildung
Paso de Carrasco verfügt mit dem 1985 gegründeten Liceo de Paso Carrasco "Alberto Candeau" über eine weiterführende Schule (Liceo).

### Freizeit
Im Norden Paso de Carrascos nahe der Landebahn des Flughafens von Montevideo befindet sich der Bogenschützen-Schießplatz des Club Uruguayo de Arquería (CUARQ).

## Einwohner
Die Einwohnerzahl von Paso de Carrasco beträgt 15.908 (Stand 2011).
| Jahr | Einwohner |
| ---- | --------- |
| 1963 | 4.880     |
| 1975 | 8.592     |
| 1985 | 10.278    |
| 1996 | 12.174    |
| 2004 | 15.028    |
| 2011 | 15.908    |

Quelle: Instituto Nacional de Estadística de Uruguay

## Stadtverwaltung
Bürgermeister (Alcalde) von Paso de Carrasco ist Luis Martínez (Frente Amplio).